# Coutinho (futbolista nacido en 1943)
Antônio Wilson Vieira Honório (Piracicaba, Brasil, 11 de junio de 1943-Santos, Brasil, 11 de marzo de 2019), conocido como Coutinho, fue un jugador y entrenador de fútbol brasileño. En su etapa como jugador profesional se desempeñaba como delantero.
Es considerado un ídolo del fútbol brasileño y el mejor socio de Pelé en el mítico Santos de la década de 1960. Juntos marcaron 1461 goles (370 hechos por Coutinho), siendo una de las duplas goleadoras más icónicas y letales de la historia. Además, es el tercer máximo goleador histórico del club.

## Trayectoria
Nacido el 11 de junio de 1943 en Piracicaba, estado de São Paulo, Coutinho fue llevado a los 13 años al Santos por el entrenador Luís Alonso Pérez (Lula). Un año más tarde, formó parte de las fuerzas inferiores del equipo. A los 14 años y 11 meses, Coutinho debutó como jugador profesional, convirtiéndose en el futbolista más joven en debutar con el equipo santista. Su carrera profesional en el Santos tuvo lugar de 1958 a 1968 y en 1970, períodos en el cual Santos ganó, entre otros títulos, cinco Taça Brasil, seis Campeonatos Paulistas, dos Copas de Campeones de América (actual Copa Libertadores de América) y dos Copas Intercontinentales. Coutinho fue nombrado el mejor jugador del Santos después de Pelé, con el cual formó una gran dupla goleadora.
Después de su paso por Santos, jugó también en el Vitória, Portuguesa y con el  Atlas de México en 1971, regresando a jugar en Brasil con el Bangu y posteriormente en el Saad.
También desarrolló su carrera como entrenador, dirigiendo en su mayoría a equipos del estado de São Paulo, incluyendo al Santos.

## Fallecimiento
Murió el 11 de marzo de 2019 en su casa ubicada en Santos, São Paulo, a la edad de 75 años. Su muerte fue causada por un infarto de miocardio, debido a que sufría de diabetes (a causa de esta enfermedad, le fueron amputados tres dedos del pie izquierdo) e hipertensión. Su salud se vio deteriorada durante los últimos meses, y en enero fue hospitalizado por una neumonía.

## Selección nacional
Fue internacional con la selección brasileña en 15 ocasiones y convirtió 6 goles. Formó parte de la selección campeona de la Copa del Mundo de 1962. Aunque estaba previsto que fuera titular, no pudo jugar ningún partido durante el torneo, debido a que un mes antes del inicio del mismo, había sufrido una lesión en un menisco.

### Participaciones en Copas del Mundo
| Mundial                        | Sede  | Resultado | Partidos | Goles |
| ------------------------------ | ----- | --------- | -------- | ----- |
| Copa Mundial de Fútbol de 1962 | Chile | Campeón   | 0        | 0     |

## Clubes

### Como jugador
| Equipo     | País   | Año       |
| ---------- | ------ | --------- |
| Santos     | Brasil | 1958-1968 |
| Vitória    | Brasil | 1968      |
| Portuguesa | Brasil | 1969      |
| Santos     | Brasil | 1970      |
| Atlas      | México | 1971      |
| Bangu      | Brasil | 1971-1972 |
| Saad       | Brasil | 1973      |

### Como entrenador
| Equipo       | País   | Año  |
| ------------ | ------ | ---- |
| Santos       | Brasil | 1981 |
| Valeriodoce  | Brasil | 1985 |
| Comercial SP | Brasil | 1987 |
| Aquidauana   | Brasil | 1987 |
| Santo André  | Brasil | 1988 |
| Valeriodoce  | Brasil | 1992 |
| São Caetano  | Brasil | 1992 |
| Bonsucesso   | Brasil | 1993 |
| Santos       | Brasil | 1995 |

## Palmarés

### Campeonatos regionales
| Título               | Equipo | Estado                     | Año  |
| -------------------- | ------ | -------------------------- | ---- |
| Torneo Río-São Paulo | Santos | Río de Janeiro - São Paulo | 1959 |
| Campeonato Paulista  | Santos | São Paulo                  | 1960 |
| Campeonato Paulista  | Santos | São Paulo                  | 1961 |
| Campeonato Paulista  | Santos | São Paulo                  | 1962 |
| Torneo Río-São Paulo | Santos | Río de Janeiro - São Paulo | 1963 |
| Campeonato Paulista  | Santos | São Paulo                  | 1964 |
| Torneo Río-São Paulo | Santos | Río de Janeiro - São Paulo | 1964 |
| Campeonato Paulista  | Santos | São Paulo                  | 1965 |
| Torneo Río-São Paulo | Santos | Río de Janeiro - São Paulo | 1966 |
| Campeonato Paulista  | Santos | São Paulo                  | 1967 |

### Campeonatos nacionales
| Título      | Equipo | País   | Año  |
| ----------- | ------ | ------ | ---- |
| Taça Brasil | Santos | Brasil | 1961 |
| Taça Brasil | Santos | Brasil | 1962 |
| Taça Brasil | Santos | Brasil | 1963 |
| Taça Brasil | Santos | Brasil | 1964 |
| Taça Brasil | Santos | Brasil | 1965 |

### Copas internacionales
| Título                       | Equipo | Sede           | Año  |
| ---------------------------- | ------ | -------------- | ---- |
| Copa Mundial de Fútbol       | Brasil | Chile          | 1962 |
| Copa de Campeones de América | Santos | Buenos Aires   | 1962 |
| Copa Intercontinental        | Santos | Lisboa         | 1962 |
| Copa de Campeones de América | Santos | Buenos Aires   | 1963 |
| Copa Intercontinental        | Santos | Río de Janeiro | 1963 |

### Distinciones individuales
| Distinción                                         | Año  |
| -------------------------------------------------- | ---- |
| Máximo goleador del Torneo Río-São Paulo           | 1961 |
| Máximo goleador de la Copa de Campeones de América | 1962 |
| Máximo goleador de la Taça Brasil                  | 1962 |
| Máximo goleador del Torneo Río-São Paulo           | 1964 |